# Scion
Scion — бренд японського виробника автомобілів Toyota Motor Corporation, представлений на американському ринку. Цей підрозділ корпорації Toyota був заснований у 2003 році з метою виготовлення спортивних і компактних автомобілів для молодого населення США.
Scion відмовилися від великої кількості стандартних комплектацій автомобіля на користь єдиної комплектації для кожного автомобіля і великої кількості додаткових опцій, які можна було придбати, для того, щоб покупці могли покращити автомобіль під свої потреби. Перші продажі бренду почались у штаті Каліфорнія в червні 2003 року. З лютого 2004 року автомобілі Scion можна було придбати на всій території США. У 2010 році бренд поширився й на територію Канади.
3 лютого 2016 року Toyota анонсувала, що в серпні цього ж року закриє цей підрозділ через стрімке падіння продажів у зв'язку з економічною кризою. Проте найпопулярніші моделі стали частиною модельного ряду Toyota у 2017 році.

## Історія

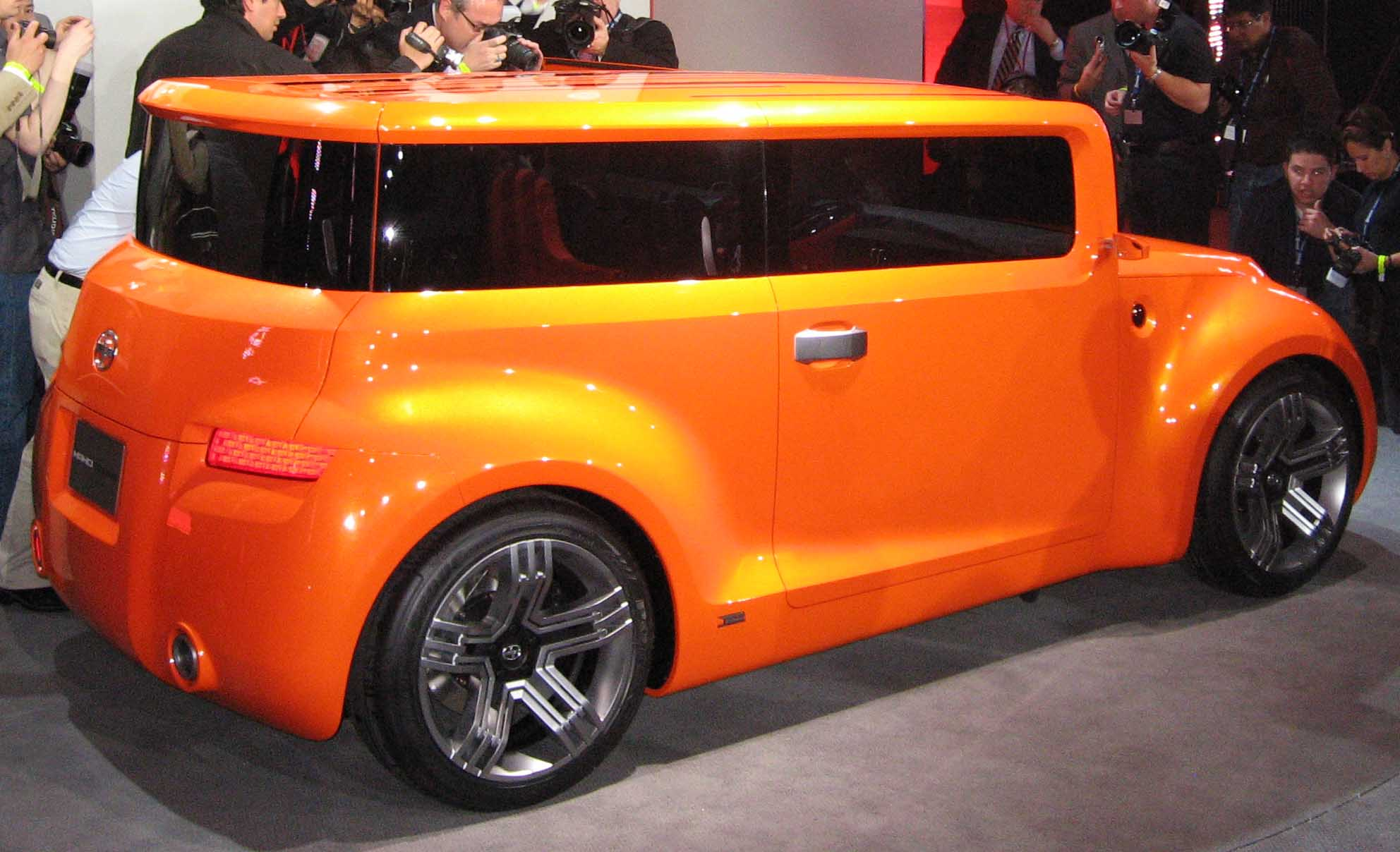
Концепт Scion Hako у Нью-Йоркському автосалоні, 2008

У 1999 році Toyota запустила Project Genesis, який мав залучити нових, молодих покупців зі Сполучених Штатів до марки Toyota. Цей проєкт повинен був рекламувати автомобілі, які продає Toyota. Введення на американський ринок економічного автомобіля Toyota Echo разом з пізніми поколіннями моделей Toyota MR-2 і Toyota Celica було визнано невдалим і скасовано у 2001 році. Після цього Toyota вирішила створити новий проєкт — Project Exodus. Компанія, яка створювала цифровий дизайн, стала фундаментом, з якого Toyota почала розвивати новий бренд, логотип та вебсайт. Згодом цей проєкт став відомий як Scion. Scion став молодіжним брендом і був вперше представлений у березні 2002 року на Нью-Йоркській міжнародній виставці. Тоді було представлено всього два концепти автомобілів bbX (який згодом став xB) і ccX (який став tC). У 2004 році були оприлюднені дві нові моделі хА та хB на автомобільній виставці в Лос-Анджелесі. Вони були доступні тільки в 105 дилерських центрах Toyota в Каліфорнії. 16 грудня 2006 Scion представила наступне покоління xB. У вересні 2010 року, Scion розширили своє представництво, пропонуючи свої автомобілі в 45 салонах Toyota на території Канади.

### Спад продаж

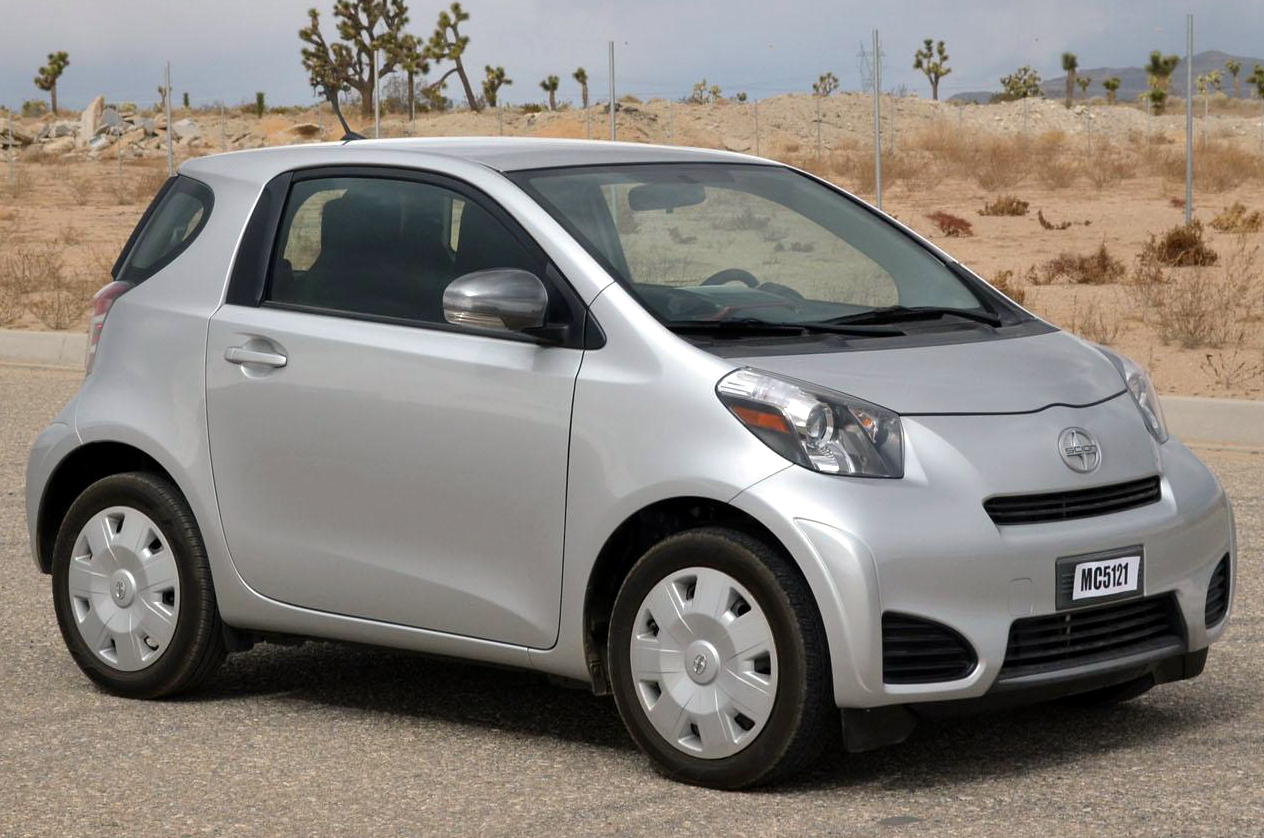
Scion iQ

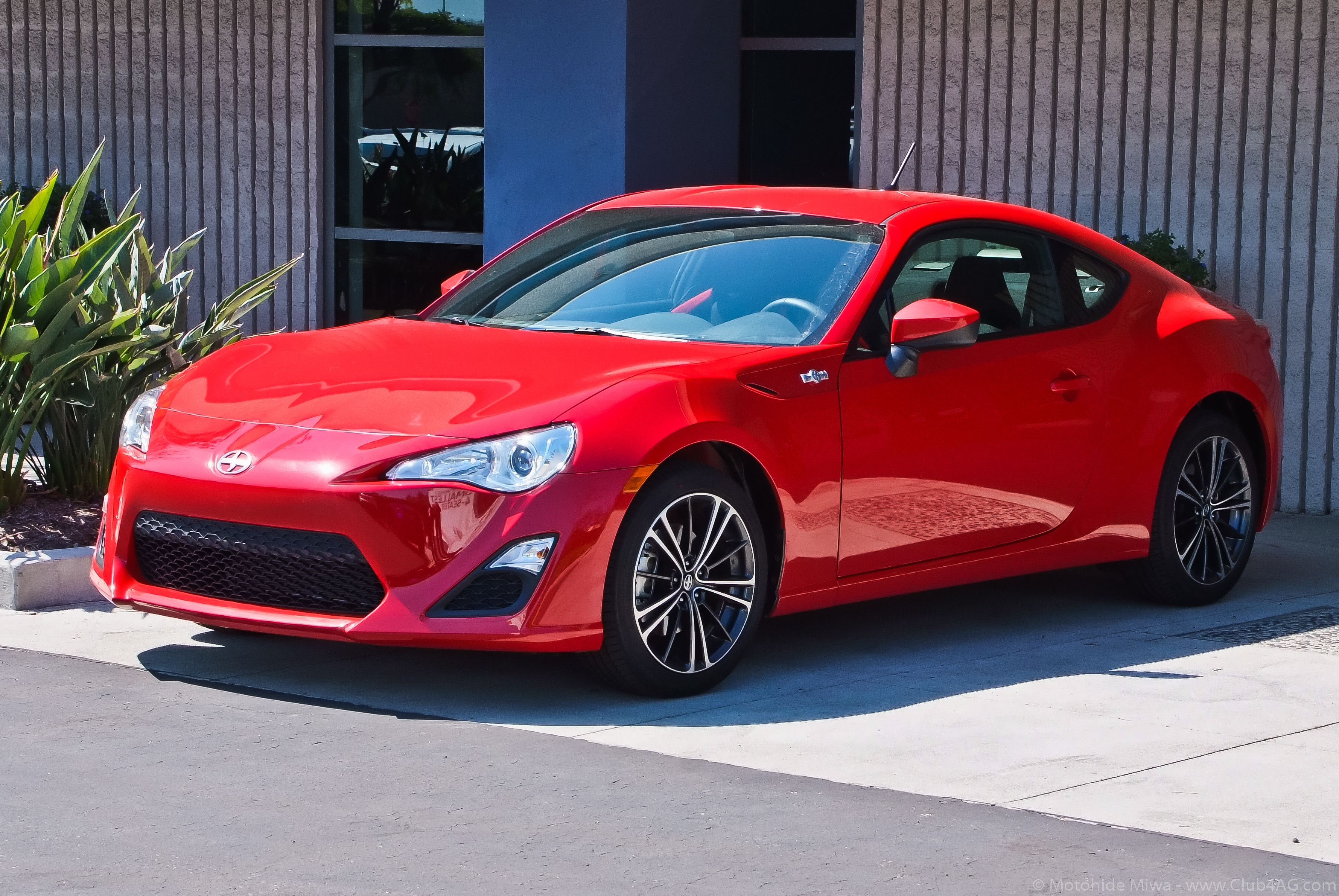
Scion FR-S

Продажі автомобілів Scion впали до 45 678 за 2010 рік у порівнянні зі 170 000 у 2006. Керівництво намагалось реанімувати бренд, сподіваючись продати понад 35 000 автомобілів моделі tC після того, як ця модель була перероблена у 2011. Продажі iQ зменшились на 60 % у порівнянні з 2012 роком, а кількість проданих автомобілів моделі xD була менша за 9000 у 2013 році. Згодом Toyota дозволила дилерам припиняти продаж автомобілів Scion без штрафних санкцій. У 2015 році Scion випустив хетчбек iM, який був створений на основі Toyota Auris і седан iA на основі Mazda Demio. Своєю чергою, виробництво таких моделей, як iQ, xB і xD, були припинені.

### Припинення існування
3 лютого 2016 року Toyota оголосила про те, що бренд Scion буде ліквідовано після 2016 року модельного року. Моделі FR-S, iA та iM будуть випущені під новими назвами Toyota 86, Yaris iA, and Corolla iM відповідно. У той час як tC перестануть випускати взагалі.

## Модельний ряд
Автомобілі Scion з'явилися на дорогах Північної Америки у 2003 році. Першими автомобілями марки стали 2 компактних хетчбека — Scion xA і Scion xB, побудовані на платформі Toyota Yaris. Обидві машини раніше вже продавалися в Японії під марками Toyota ist і Toyota bB відповідно. У 2005 році до них долучилося купе Scion tC, на платформі Toyota Avensis. З 2007 року випускаються xA і xB другого покоління. Головною новинкою став хетчбек xD, який прийшов на зміну не популярній моделі xA. Творці зробили все, щоб залучити молоду аудиторію: оснастили вельми скромну за розмірами машину 128-сильним двигуном об'ємом 1,8 літра, поставили 16-дюймові диски, у базову комплектацію включили 160-ватну, сумісну з плеєрами iPod, аудіосистему Pioneer зі сабвуфером, кнопками управління на кермі. У випадку з купе tC розробники залишили технічну начинку таку ж, як і у xB, і обмежилися легким рестайлінгом: трохи змінили форму переднього бампера, головну оптику і форму патрубків випускної системи. Крім того, вперше для машин цього класу базова комплектація включає панорамний скляний дах. Для всіх моделей Scion передбачена величезна кількість аксесуарів, так що кожен покупець за бажанням зможе повною мірою висловити свою індивідуальність.
- Scion xA 2004—2006 (замінений на xD) Scion xA
- Scion xB 2004—2015[10][11]Scion xB 2006
  - Перше покоління: 2004—2006
  - Друге покоління: 2008—2015
- Scion tC 2005—2016[2]Scion tC
  - Перше покоління: 2005—2010
  - Друге покоління: 2011—2016
- Scion xD 2008—2014[10][11]
- Scion iQ 2012—2015

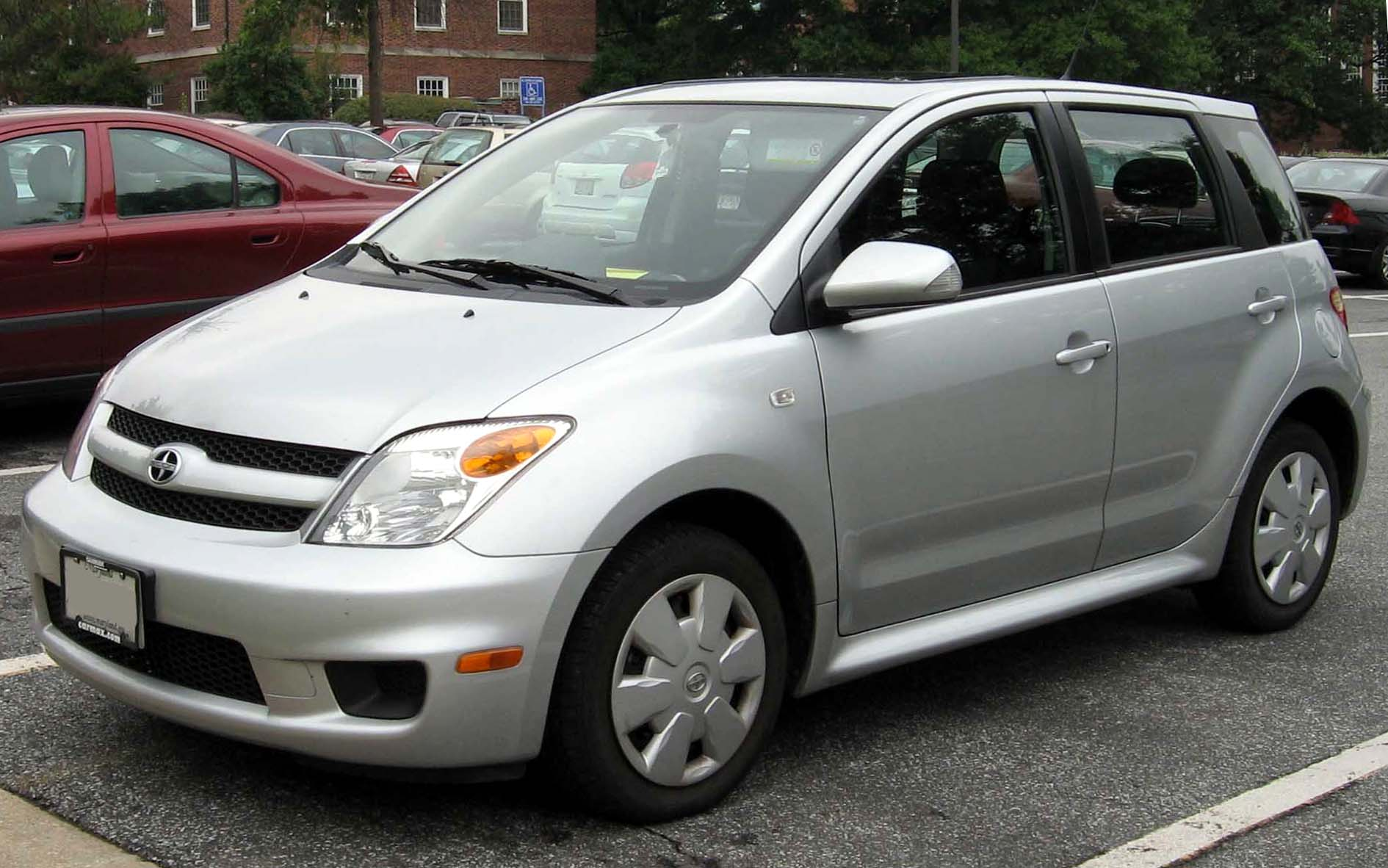
Scion xA

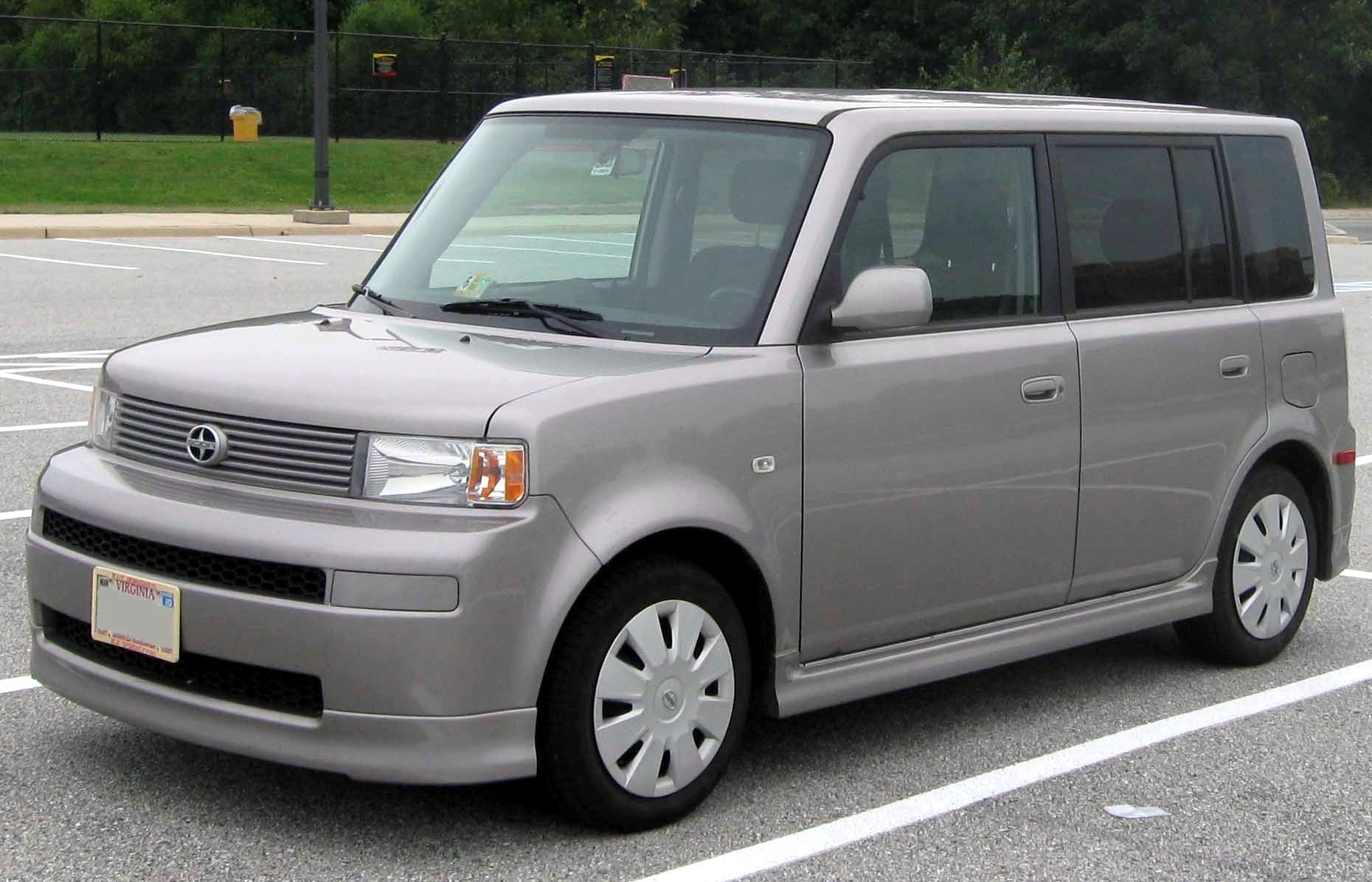
Scion xB 2006

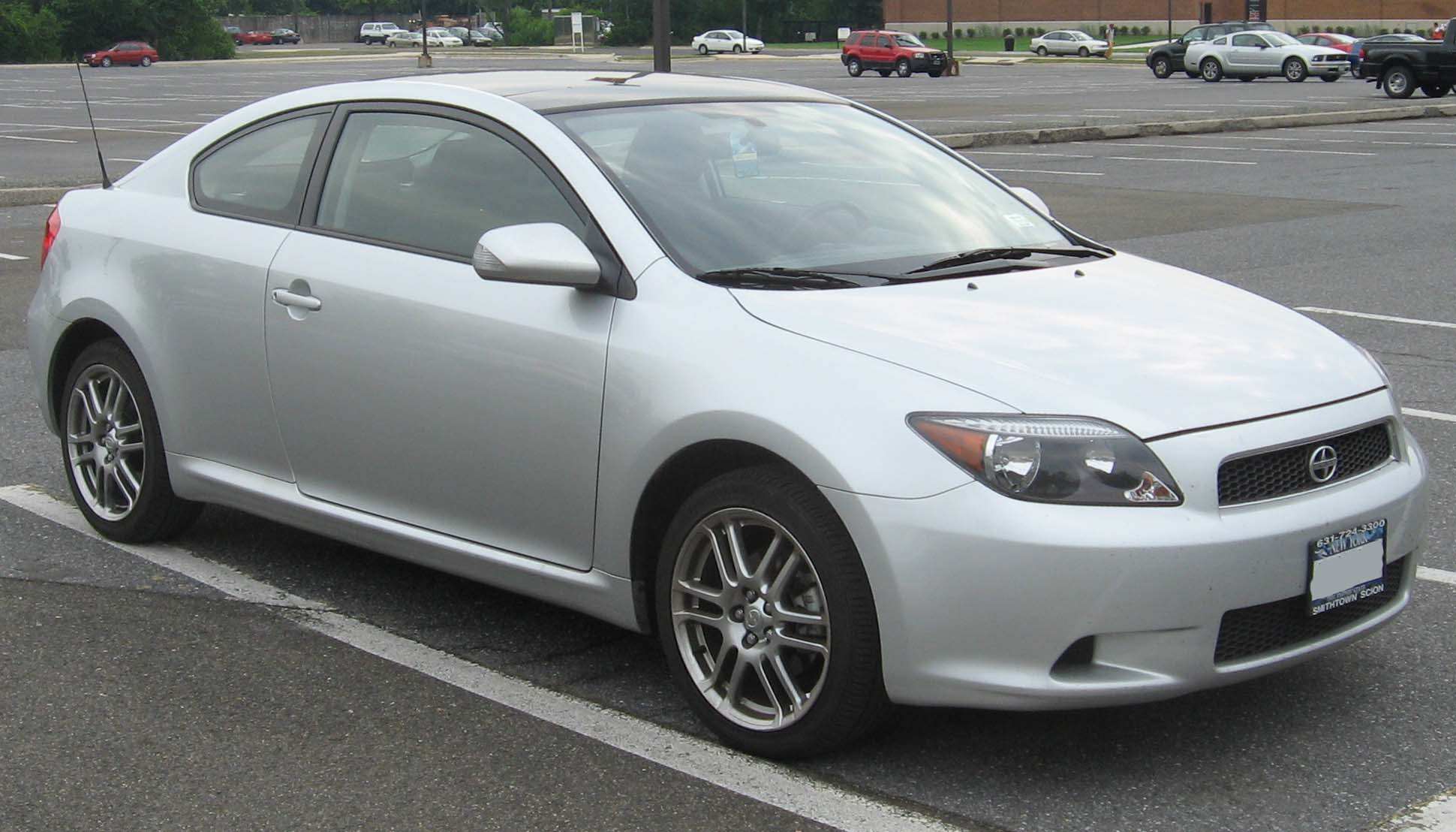
Scion tC

- Scion FR-S 2013—2016 (замінена на Toyota 86)
- Scion iA MY 2016 (замінена на Toyota Yaris iA)
- Scion iM MY 2016 (замінена на Toyota Corolla iM)

## Цільовий ринок
Середній вік власників Toyota станом на лютий 2007 року становив 54 роки. Своєю чергою власники автомобілів марки Scion мають середній вік у 39 років, що є найнижчим середнім віком в усій індустрії. Найуспішнішим роком з моменту створення бренду був 2006 зі 173 000 проданих автомобілів. За весь час існування було продано близько мільйона автомобілів. Понад 70 % автомобілів були продані людям, які ще не мали Toyota і трохи понад 50 % від усіх проданих автомобілів були продані людям віком до 35. Покупці tC мали середній вік 29 років, що є найнижчим середнім віком у галузі.

## Продажі
| Модель             | 2003   | 2004   | 2005    | 2006    | 2007    | 2008    | 2009   | 2010   | 2011   | 2012   | 2013   | 2014   | 2015   | Загальна кількість |
| ------------------ | ------ | ------ | ------- | ------- | ------- | ------- | ------ | ------ | ------ | ------ | ------ | ------ | ------ | ------------------ |
| FR-S               |        |        |         |         |         |         |        |        |        | 11,417 | 18,327 | 14,062 | 10,507 | 54,313             |
| iQ                 |        |        |         |         |         |         |        |        | 248    | 8,879  | 4,046  | 2,040  | 482    | 15,695             |
| tC                 |        | 28,062 | 74,415  | 79,125  | 63,852  | 40,980  | 17,998 | 15,204 | 22,433 | 22,666 | 19,094 | 17,947 | 16,459 | 418,235            |
| xB                 | 6,936  | 47,013 | 54,037  | 61,306  | 45,834  | 45,220  | 25,461 | 20,364 | 17,017 | 19,789 | 17,849 | 16,583 | 15,223 | 392,632            |
| xD                 |        |        |         |         | 10,948  | 27,665  | 14,499 | 10,110 | 9,573  | 10,756 | 9,005  | 7,377  | 794    | 100,727            |
| xA                 | 3,962  | 24,184 | 28,033  | 32,603  | 9,547   | 39      | 3      |        |        |        |        |        |        | 98,371             |
| iA                 |        |        |         |         |         |         |        |        |        |        |        |        | 7,605  | 7,605              |
| iM                 |        |        |         |         |         |         |        |        |        |        |        |        | 5,097  | 5,097              |
| Загальна кількість | 10,898 | 99,259 | 156,485 | 173,034 | 130,181 | 113,904 | 57,961 | 45,678 | 49,271 | 73,507 | 68,321 | 58,009 | 56,167 | 1,092,675          |